# Nordest Cowboys
Nordest Cowboys è un album del gruppo musicale rock italiano Estra, pubblicato nel 1999 dalle etichette discografiche CGD e East West..
La produzione artistica è dell'americano Jim Wilson. Produttore esecutivo Federico Sparano. 
L'album vede la partecipazione speciale di Vinicio Capossela alla voce, nella traccia Nordest Cowboy.

## Tracce
1. Signor Jones
2. Nordest Cowboy (special guest Vinicio Capossela)
3. Drugo
4. Piombo e carbonio
5. Vorrei vedere voi
6. Soffochi?
7. Broken Down
8. Diversa e perversa
9. Che vi piaccia o no
10. Surriscaldando mia madre
11. La parte
12. Will You Be My Love
13. Vieni

Durata totale: 0:00